# Köppen Point
Der Köppen Point ist eine Landspitze an der Nordküste Südgeorgiens. In der Royal Bay markiert sie die Nordostseite der Einfahrt zum Moltke-Hafen.
Deutsche Wissenschaftler des Internationalen Polarjahres (1882–1883) gaben einem zur Landspitze benachbarten Hügel den Namen Köppenberg. Sie benannten ihn nach dem deutschen Meteorologen und Klimatologen Wladimir Köppen (1846–1940), der hier die Errichtung einer Sternwarte vorgeschlagen hatte. Wissenschaftler des South Georgia Survey entschieden nach Vermessungen zwischen 1951 und 1952, dass der Hügel zu klein und unbedeutend für eine Benennung sei. Aus Gründen der historischen Kontinuität von Namensgebungen wurde die Benennung auf die hier beschriebene Landspitze übertragen.